# Suco concentrado

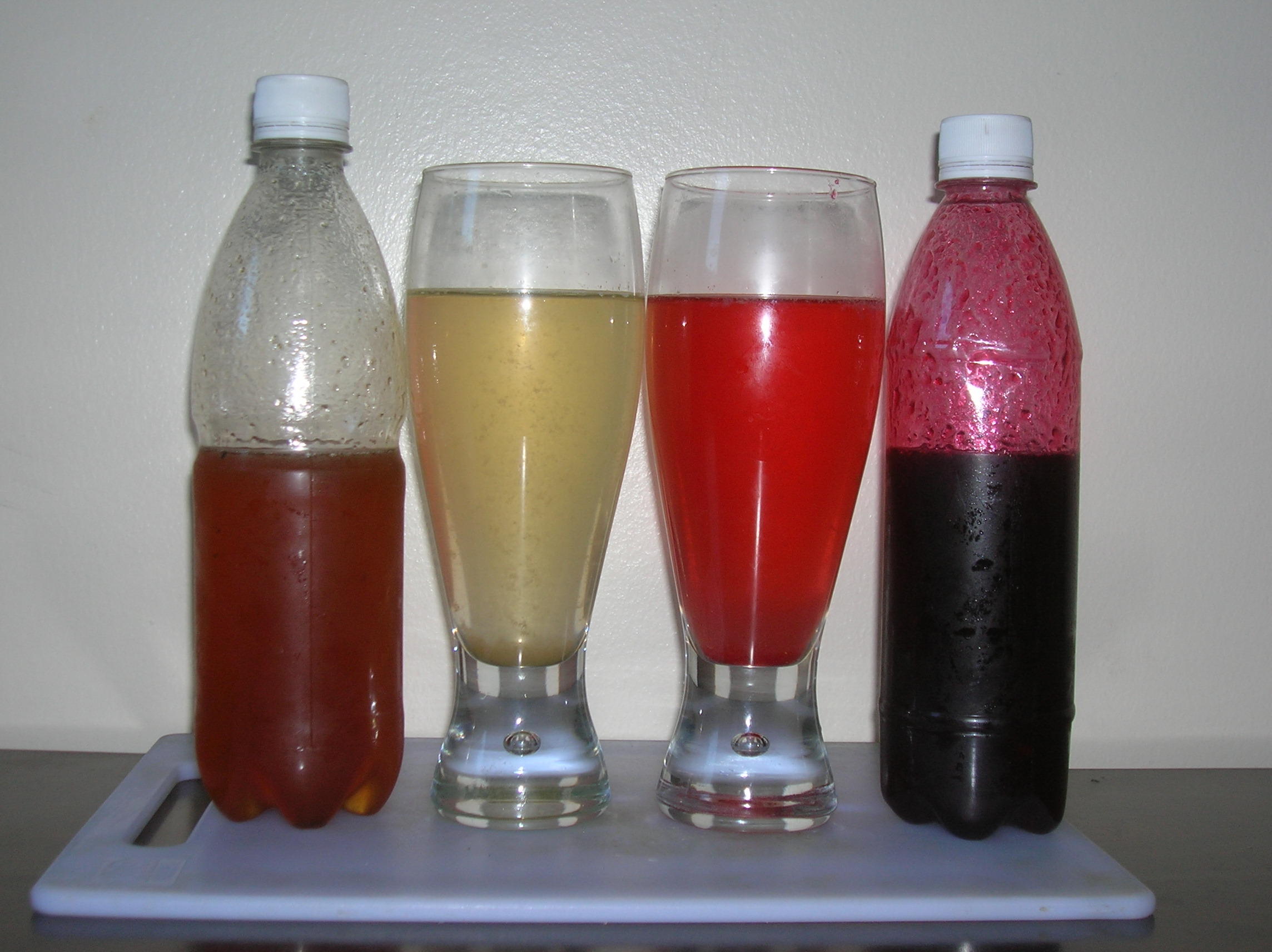
Suco concentrado

Suco concentrado é um concentrado não alcoólico feito de xarope usado na fabricação de refrigerantes. Geralmente o suco é feito em sabores de frutas, formado pelo suco da fruta, água e açúcar ou adoçante.  As bebidas modernas também podem conter corantes alimentares e adoçantes adicionais. Algumas versões mais tradicionais contêm extratos de ervas ou chás, como o sabugueiro e o gengibre.